# Minuskuł 19
Minuskuł 19 (według numeracji Gregory-Aland), A214 (von Soden) – rękopis Nowego Testamentu z tekstem czterech Ewangelii, pisany minuskułą na pergaminie w języku greckim z XII wieku. Przechowywany jest w Paryżu.

## Opis rękopisu
Kodeks zawiera tekst czterech Ewangelii, na 387 pergaminowych kartach (31,6 cm na 25,2 cm).
Tekst Ewangelii opatrzony został komentarzem (catena), w Ewangelii Marka jest to komentarz Wiktoryna, w Ewangelii Jana – Chryzostoma, pozostałe ewangelie zawierają scholia.
Tekst Ewangelii dzielony jest według κεφαλαια (rozdziałów) oraz według Sekcji Ammoniusza, których numery umieszczono na marginesie. Sekcje Ammoniusza opatrzone zostały odniesieniami do Kanonów Euzebiusza. Tekst ewangelii zawiera τιτλοι (tytuły). Ponadto przed każdą z Ewangelii umieszczone zostały listy κεφαλαια (spis treści). Na końcu każdej Ewangelii umieszczono subscriptio.
Kolejność Ewangelii jest niezwykła: Jan, Mateusz, Łukasz, Marek. Kolejność taką mają kodeks 427, 734, pojawia się też ona u Tertuliana oraz Chryzostoma.

## Tekst
Grecki tekst Ewangelii reprezentuje mieszaną tradycję tekstualną. Aland nie zaklasyfikował go do żadnej kategorii. Nie był badany według Claremont Profile Method, tj. metody wielokrotnych wariantów.

## Historia
Paleograficznie rękopis datowany jest na wiek XII. Rękopis należał niegdyś do Katarzyny Medycejskiej. Na listę rękopisów Nowego Testamentu wciągnął go Wettstein.
Rękopis badał Scholz.
Obecnie przechowywany jest we Francuskiej Bibliotece Narodowej (Gr. 189) w Paryżu.
Nie jest cytowany w krytycznych wydaniach greckiego Novum Testamentum Nestle–Alanda (NA26, NA27).